# Ratu Boko
Kraton Ratu Boko ou "palais du roi Boko" est le nom populaire d'un site archéologique situé sur un plateau à environ 3 kilomètres au sud du temple de Prambanan dans le centre de l'île de Java en Indonésie. La population locale lui a donné ce nom d'après Boko, un roi légendaire, père de la princesse Lara Jonggrang, dont les habitants de la région ont donné le nom à la statue de Durga dans le principal sanctuaire de Prambanan.
Le site s'étend sur 16 hectares et deux hameaux, Dawung et Sambireja, dans le village de Bokoharjo dans le territoire spécial de Yogyakarta. Au point culminant du site, à une altitude de 196 m, se trouve un petit pavillon d'où on a une vue panoramique sur Prambanan et les temples alentour, avec le volcan Merapi en arrière-plan.
Contrairement à la plupart des sites archéologiques de la région, qui sont des vestiges d'édifices religieux, Ratu Boko semble avoir été un lieu de résidence, bien qu'on n'en connaisse toujours pas la fonction exacte.

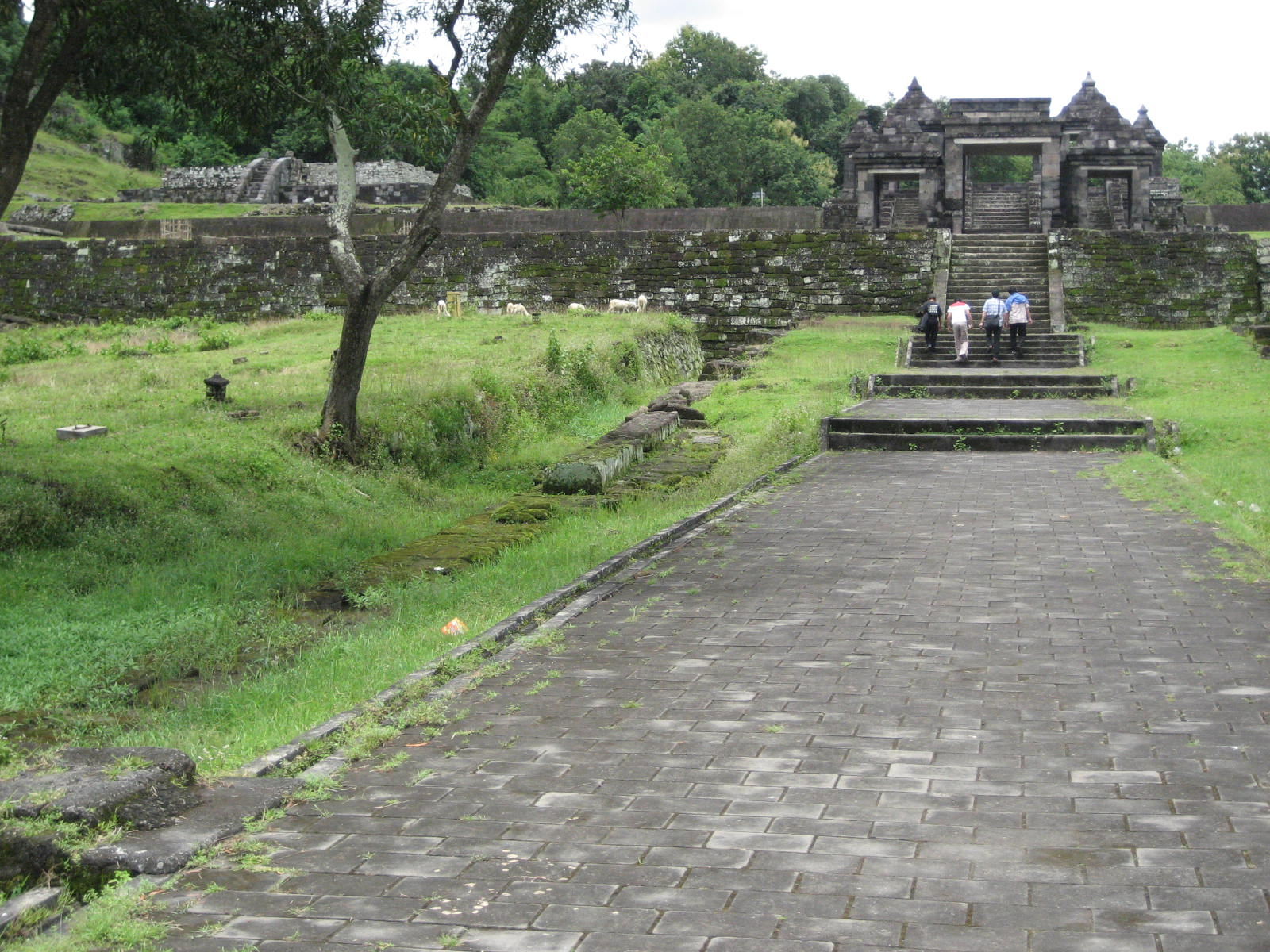
Ratu Boko